# Sites archéologiques de la Colline-Blanche
Les sites archéologiques de la Colline-Blanche, aussi connus sous le nom de Waapushukamikw sont des sites archéologiques situés en bordure de la rivière Témiscamie, de la baie de Yadogami et du lac Chapipscow, à huit kilomètres au nord du camping du Lac Albanel dans la réserve faunique des Lacs-Albanel-Mistassini-et-Waconichi. On y retrouve une colline de couleur blanche de 50 m de haut par rapport au paysage environnant, une carrière de quartzite, des aires de tailles, et une caverne, l'antre de Marbre, qui est considérée comme sacrée par les Cris. Il s'agit du site où était extrait le quartzite de Mistassini, une pierre servant à fabriquer des outils. On retrouve cette pierre dans de nombreux sites archéologiques du Nord-Est américain. Elle fut utilisée de 5000 ans AP au XIXe siècle. Le site a été classé comme site patrimonial en 1976 et désigné lieu historique national du Canada en 2009.